# Emiliasaura
 (novembre 2024).
Emiliasaura alessandrii
Genre
Espèce
Emiliasaura (qui signifie « lézard d'Emilia ») est un genre fossile de dinosaures ornithopodes rhabdodontomorphes découvert dans la formation Mulichinco de la province de Neuquén, en Argentine et datant du Crétacé inférieur (Valanginien). 
L'espèce type et seule espèce est Emiliasaura alessandrii. 

## Systématique
Le genre Emiliasaura et l'espèce Emiliasaura alessandrii sont décrits en 2024 par les paléontologues Coria, Cerda (d), Escaso (d), Baiano (d), Bellardini (d), Braun (de), Coria (d), Gutiérrez (d), Pino (d), Windholz (d), Currie et Ortega (es),,.

### Fossiles
Selon Paleobiology Database en 2024, une seule collections de fossiles est référencée. Cette collection est du Valanginien du Crétacé inférieur, c'est-à dire date de 139,8 à 132,9 Ma avant notre ère,.

### Publication originale
- [2024] (en) R. Coria, I. Cerda, F. Escaso, M. Baiano, F. Bellardini, A. Braun, L. Coria, J. Gutierrez, D. Pino, G. Windholz, P. Currie et F. Ortega, « First Valanginian (Early Cretaceous) ornithopod (Dinosauria, Ornithischia) from Patagonia », Cretaceous Research,‎ 2024 (DOI 10.1016/j.cretres.2024.106027).